# Франко-алжирські відносини
Відносини між Алжиром та Францією налічують уже понад п'яти століть. Протягом цього проміжку часу відбулося багато змін всередині самої нації Алжиру і ця риса згодом досить вплинула на їх стосунки. За цей часовий період Алжир перейшов через частину Османської імперії, був завойований і колонізований Францією, відіграючи важливу роль в обох світових війнах і, нарешті, зараз має власну націю. З часом відносини між народами стали гірші, оскільки напруга між алжирцями та французами зростала. Однак, незважаючи на свою історію і Алжир, і Франція мають між собою довгі та багаті історичні відносини. У 1992 році стосунки між Алжиром та Францією почали зміцнюватися. Сьогодні стосунки між Францією та Алжиром вважаються досить міцними. У Франції є посольство Алжиру в Парижі, а в столиці Алжирі — посольство Франції.

## Рання історія
Перший контакт між двома народами відбувся в 1526 році, коли Алжир був частиною Османської імперії. Франциск I з Франції та османський імператор Сулейман I Прекрасний домовились про франко-османський союз, який ініціював контакт між Францією та варварськими державами Північної Африки. Ці держави вважалися васалами для Османської імперії, таким чином, в результаті цього союзу вони були втягнуті у відносини з Францією.
Алжирсько-французькі відносини почалися значно пізніше, через кілька сотень років після першого контакту між Османською імперією та французами. За короткий час відносини між Францією та Алжиром були одними з колонізацій. Колонізація Алжиру Францією розпочалася після досить своєрідної події, у квітні 1827 р., коли Дей Алжиру нібито ударив французького консула мухоморкою Через три роки після цієї події Франція розпочала вторгнення в Алжир. Між цими трьома роками Франція безуспішно намагалася здійснити різні тактики, щоб встановити контроль у регіоні. Усі вони виявилися невдалими, що призвело до рішення в 1830 р. про вторгнення в країну. Алжирці швидко капітулювали після висадки французької армії 5 липня 1830 р. Останній дей Алжиру, Хусейн, був вимушений покинути країну у вигнанні (це було своєрідною частиною угоди). Однак один важливий османський лідер Алжиру був при владі ще декілька років, але в цілому швидко підпав під вплив французькоїй присутності в регіоні . Через те, що Константинополь знаходився на значній відстані від Алжиру, Франція легко зупинила османський вплив у регіоні, а натомість розповсюджувала власну владу.

## Французьке поселення Алжиру
Французьке панування Алжиру було встановлене у 1830-1847 роках, в якому було створено основу стосовно контролю над нацією. Загалом, у даній області відчувалася напруга у повітрі, з частими сутичками між французами та алжирцями. Поки тривала французька окупація, французькі поселенці почали колонізувати регіон і вимагали привілеїв для управління землею від імені французького уряду. Цей тип системи продовжувався, і Алжир став юридично частиною Франції. Поселенці остаточно закріпили свою владу в регіоні у 1870 році після піднесення Третьої Французької Республіки. До цього Алжир здійснювався через військову адміністрацію. Згодом був призначений генерал-губернатор регіону. Також налічувалося лише 10 % населення та французькі поселенці мали багато привілеїв.

## Друга Світова війна
Під час Другої світової війни Північна Африка була полем битви для більшої частини європейської війни. З вторгненням у Францію Німеччини у 1940 р. сили союзників швидко взяли під контроль колонії, що колись контролювались французами. Англо-американська окупація Північної Африки становила початок для сучасного Алжиру. За цей час окупаційні війська (як союзницькі, так і Осі) почали виголошувати повідомлення та обіцянки щодо «нового світу для раніше підданих народів». Обіцянки емансипації хвилювали алжирський народ, оскільки вони, нарешті, зможуть сформувати суверенну націю. У грудні 1942 р. Ферхат Аббас склав Алжирський маніфест і подав його як союзницький, так і французькій владі. Цей маніфест хотів визнати Алжир, який був суверенним і вільним від колонізації. У відповідь, у 1943 р. Було надано французьке громадянство як вибір багатьом північноафриканцям. Однак цього було недостатньо для задоволення алжирців, і незабаром розпочались повстання.
8 травня 1945 року під час урочистостей, присвячених закінченню світової війни, в Сетифі відбулося неорганізоване піднесення, де загинули 84 європейських поселенців. Французи відповіли грубою силою, пригнічуючи алжирське населення, вбивши понад тисячі алжирців. Протистояння проти французів продовжувалося, і жорстокі сили, які застосовували французи, також тривали. Загалом підрахунки загиблих людей становлять від 1000 до 45 000 загиблих, при цьому набагато більше поранених. Слідом за подіями минулого як різаниною Сетифа, знову було запроваджено французьке правило на даних територіях.

## Алжирська війна
Більше століття Франція зберігала колоніальне панування на території Алжиру. Звісно, допускалися винятки з республіканського права, сюди входили закони шаріату, які застосовували ісламські звичайні суди щодо жінок-мусульман, які надавали жінкам певні права на майно та спадщину, яких вони не мали за французьким законодавством. Невдоволення алжирців-мусульман зросло після світових воєн, в яких алжирці зазнали велику кількість жертв з їх боку. Алжирські націоналісти розпочали зусилля, спрямовані на підвищення рівності, перераховуючи скарги в Маніфесті народу Алжиру, який вимагав рівного представництва в державі та доступу до громадянства, але не мав рівності для всіх громадян для збереження ісламських заповідей. Французька відповідь полягала в наданні громадянства 60 000 «заслужених» мусульман.
Під час реформ у 1947 р. Французи створили двопалатний законодавчий орган з одним будинком для французьких громадян та іншим для мусульман, однак голос європейця дорівнював семи голосам мусульман. З'явилися воєнізовані угруповання, такі як Front de Libération nationale (FLN), яка претендувала на арабсько-ісламське братство і державу. Це призвело до початку війни за незалежність, власне війни в Алжирі в 1954 р. З перших збройних операцій у листопаді 1954 року цивільні громадяни Пьє-Нуар завжди були мішенню для FLN, або шляхом вбивств, бомбардувань барів, кінотеатрів та масових різанин, тортур та зґвалтувань в господарствах. На початку війни Пьє-Нуари вірили, що французькі військові зможуть подолати опозицію. У травні 1958 р. демонстрація за французьким Алжиром на чолі з Пьє-Нуар, але включаючи багато мусульман, зайняла будинок уряду Алжиру. Генерал Массу контролював бунт, створивши Комітет громадської безпеки з вимогою призначити його знайомого Шарля де Голля президентом Французької четвертої республіки, щоб запобігти «залишення Алжиру».
Це і призвело до падіння Республіки. У відповідь парламент Франції проголосував 329 за і 224 проти призначення де Голля до владі. Як тільки де Голль взяв на себе керівництво, він спробував застосувати мир, відвідавши Алжир протягом трьох днів після його призначення, виголошуючи фразу «французький Алжир!», але у вересні 1959 р. він запланував референдум для алжирського самовизначення, який пройшов переважним чином. Багато французьких політичних та військових лідерів в Алжирі розглядали це як зраду і створили Organisation armée secrète (OAS), яка мала велику підтримку серед Пьє-Нуар.
Ця воєнізована група почала атакувати чиновників, що представляли авторитет де Голля, мусульман та самого де Голля. OAS також звинувачували у вбивствах та вибухах, що зводили нанівець можливості примирення між громадами, тоді як самі «Pieds-Noirs» ніколи не вірили у таке можливе примирення, оскільки їхня громада була спрямована на це з самого початку. Опозиція завершилася в 1961 році під час Алжирського путчу 1961 року на чолі з генералами у відставці. Після цієї невдачі, 18 березня 1962 р. Де Голль та FLN підписали угоду про припинення вогню, Евіанські угоди та провели референдум. У липні за проголосували 5 975 581 та 16 534 проти незалежності від Франції. Це стало приводом для різанини надвірного мусульманського населення Пьє-Нуар в Орані. Європейських людей розстрілювали, насилували та доставляли на бійню Петі-Лак, де їх катували та страчували.

## Сучасний стан
Незважаючи на неоднозначні настрої в Алжирі щодо колишньої колоніальної влади, Франція зберігала історично прихильне становище в міжнародних відносинах Алжиру. Алжир відчував високий рівень залежності від Франції в перші роки після революції і суперечливе бажання бути звільненим від цієї залежності. Вже встановлені торговельні зв'язки, відсутність досвідчених алжирських урядових чиновників та військова присутність, передбачена Угодами Евіан, що закінчують війну за незалежність, забезпечили продовження впливу Франції. Франція надавала необхідну фінансову допомогу, постійне постачання основного імпорту та технічного персоналу.
Такі доброзичливі відносини були змінені в перші роки Бумедієна, коли уряд Алжиру взяв під контроль французькі інтереси видобутку нафти та нафтопроводу та націоналізував промислові та енергетичні підприємства. Французькі військові частини майже одразу були витягнуті. Франція, хоч і, очевидно, бажала підтримувати відносини співпраці, була проігнорована, оскільки Алжир, який прагне скористатися новою незалежністю, звернувся до інших торгових партнерів. Невдовзі алжирський інтерес до відновлення французько-алжирських відносин знову виник. Переговори між Бумедіеном та урядом Франції підтвердили зацікавленість обох країн у відновленні дипломатичних відносин. У 1974 році президент Алжиру Бумедієн заявив, що «відносини між Францією та Алжиром можуть бути добрими чи поганими, але жодним чином вони не можуть бути тривіальними», змальовуючи ці відносини. Франція хотіла зберегти своє привілейоване становище у стратегічно та економічно важливій алжирській нації, і Алжир сподівався отримати необхідну технічну та фінансову допомогу. Французька інтервенція у Західній Сахарі проти Полісаріо та його відсутність закупівель нафти в Алжирі, що призвело до торговельного дисбалансу в кінці 1970-х рр. напружило відносини та перемогло зусилля щодо двостороннього зближення. У 1983 році Бенджедід був першим лідером Алжиру, який був запрошений до Франції в офіційному турі, але відносини сильно не покращилися.
Незважаючи на напружені політичні відносини, економічні зв'язки з Францією, особливо ті, що стосуються нафти та газу, зберігаються протягом незалежної історії Алжиру. Націоналізовані алжирські газові компанії, намагаючись зрівняти експортні ціни на природний газ із цінами своїх сусідів, відчужували французьких покупців наприкінці 1970-х на початку 1980-х років. Пізніші газові угоди призвели до значного зростання двосторонньої торгівлі на мільярди доларів. Подальші суперечки щодо ціни на природний газ наприкінці 1980-х років призвели до різкого падіння імпорту та експорту французько-алжирських країн. Перший впав більше ніж на 10 мільярдів франків, останні на 12 мільярдів французьких франків у період з 1985 по 1987 рік. Новий договір про ціну в 1989 році відновив кооперативні зв'язки. Нова угода надала значну французьку фінансову допомогу для виправлення дисбалансів у торгівлі та гарантувала французькі зобов'язання щодо закупівель та алжирські ціни на нафту та газ. Французька підтримка уряду Бенджадід протягом важкого періоду 1988 року, коли уряд виявився особливо невдалим, і подальша підтримка економічної та політичної лібералізації в Алжирі прискорила поліпшення французько-алжирських відносин. Нарешті, зближення з Марокко, низка спільних економічних підприємств між Францією та Алжиром та створення УМА знизили частину напруженості, що залишилася.
Одним із джерел постійної агітації було питання еміграції Алжиру до Франції. Політика Франції щодо алжирських іммігрантів була непослідовною, а французькі народні настрої, як правило, були несприятливими щодо арабського населення. Французький уряд коливався між широкими зобов'язаннями щодо «розробки коду», залучаючи широкі соціальні мережі для робітників алжирців-емігрантів, та підтримку суворих норм щодо дозволів на роботу та навчання, випадкових пошуків юридичних документів та швидкої депортації без оскарження у випадку порушення. Північноафриканські громади у Франції залишаються відносно ізольованими, і хронічні проблеми зберігаються для алжирців, які намагаються отримати житло, освіту та працевлаштування. Щорічно між північноафриканськими емігрантами, французькою поліцією та громадянами трапляється ряд расово мотивованих інцидентів.
Однією з галузей, яка підкреслює як залежність Алжиру від Франції після революційних років, так і динаміку непослідовної французької політики щодо іммігрантів — це футбол. До революції гравці алжирців, які демонстрували футбольну майстерність, були призвані до збірної Франції та змогли представляти Францію у великих змаганнях, таких як Чемпіонат світу з футболу (the FIFA World Cup). Їм не було дозволено представляти Алжир на чемпіонаті світу з футболу, оскільки Алжир на той час не був визнаний незалежною країною. Однак після революції в Алжирі бракувало ресурсів та інфраструктури для належного розвитку молодих алжирських гравців і цю відповідальність поклали на Францію та використали Францію як інкубатор для нових гравців.
Перевага цієї динаміки полягала в тому, що алжирські гравці змогли отримати необхідну футбольну підготовку та досвід. Франція швидко скористалася правом подвійного громадянства цих алжирських гравців, оскільки вони мали велику цінність. Кілька алжирських гравців, включаючи легендарного Зінадіна Зідана, принесли велику похвалу та славу Франції, і Франція завжди швидко підкреслювала французьку ідентичність цих гравців, коли вони переважали, ігноруючи їхню алжирську спадщину або підкреслюючи її, коли вони робили помилки. Середні алжирські гравці, які розвинулися у Франції, потім переходять до національної збірної Алжиру, тому за такої системи алжирська футбольна команда систематично зазнавала труднощів.
Не менш проблемним було і Алжирське поводження з проблемою емігрантів. Уряд надав значну освіту, економічну та культурну допомогу емігрантській громаді, але був менш послідовним у захисті прав працівників-емігрантів у Франції, часто підпорядковуючи інтереси своїх робітників стратегічним дипломатичним питанням у підтримці сприятливих відносин з Францією. Зростання ісламізму в Алжирі та подальше втручання ісламістів з боку уряду мали серйозні наслідки для обох країн: рекордна кількість алжирських ісламістів втекла до Франції, де їх культурна несхожість на арабських ісламістів є чужою для країни.
На початку 1990-х майже 20 % всього алжирського експорту та імпорту було призначено або походить з Франції. У Франції проживало понад 1 мільйон алжирців, в Алжирі були численні франкофони, що створило величезне культурне перекриття. Французька мова залишалася мовою викладання у більшості шкіл та мовою, якою користуються понад дві третини всіх газет та періодичних видань та в численних телевізійних програмах. Алжир та Франція поділяють культурний фон, який виходить за рамки дипломатичних маневрів і зберігається протягом періодів «невдоволення» та напружених відносин. Однак з часом арабізація Алжиру та посилення поляризації суспільства між франкофонською елітою та арабською масою мобілізували антифранцузькі настрої. Підтримка арабізації алжирського суспільства, включаючи ліквідацію французької мови як другої національної мови та акцент на навчальній програмі з арабізованою освітою — та останні успіхи FIS свідчать про зростаючу пристрасть Алжиру до утвердження незалежної національної ідентичності. Така ідентичність підкреслює арабську та ісламську культурну традицію, а не французьке колоніальне минуле. Однак підтримка Франції військового режиму, який взяв на себе владу на початку 1992 року, свідчить про те, що відносини між двома країнами залишаються міцними.
Після розстрілу 27 червня 2023 року молодого Нахеля, убитого поліцейським під час перевірки на узбіччі дороги, Алжир говорить про «шок» і «страх» і нагадує про «обов’язок Франції захищати»..
Парламент Франції починає розгляд резолюції від 7 грудня 2023 року, спрямованої на припинення таємної угоди, укладеної в 1968 році з Алжиром Шарлем де Голлем про імміграцію, яка регулює доступ алжирців до ринку праці та соціального забезпечення у Франції..

## Освіта
У даний час в Алжирі існує дві французькі міжнародні школи:
- Міжнародний ліцей Александра Дюма[en];
- Petite École d'Hydra

## Відомі французи-алжирці
- Зінедін Зідан
- Альбер Камю
- Карім Бензема
- Елен Сіксу
- Жак Дерріда
- Рауль Салан[ru]

## Постійні дипломатичні представництва
Алжиру у Франції
- Париж (посольство)
- Лілль (Генеральне консульство)
- Ліон (Генеральне консульство)
- Марсель (Генеральне консульство)
- Страсбург (Генеральне консульство)
- Безансон (консульство)
- Бобіньї (консульство)
- Бордо (консульство)
- Гренобль (консульство)
- Мец (консульство)
- Монпельє (консульство)
- Нантер (консульство)
- Нант (консульство)
- Ніцца (консульство)
- Понтуаз (консульство)
- Saint-Étienne (консульство)
- Тулуза (консульство)
- Вітрі-сюр-Сен (консульство)

Франції в Алжирі
- Алжир (посольство)
- Аннаба (Генеральне консульство)
- Оран (Генеральне консульство)